# 警報
警報（けいほう）とは、災害・危険が迫ったことを伝えて、注意・準備を人々に促すこと。また、その知らせ。似たような言葉に警告があるが警報は対象者が不特定多数あるいは広範囲におよぶことである。

## 公的機関が行う警報
警報は重大な災害が起こる可能性があるときに発表される。
気象庁の警報は、気象業務法が規定する重大な災害の恐れを警告して行う予報。気象現象、海象、火山現象、地震や津波を対象とする。一般の利用に適合する警報と、航空機、船舶、水防活動の利用に適合する警報がある。その上位である特別警報は重大な災害の恐れが著しく大きいときの警報。
- 気象に関する警報 - 大雨、大雪、洪水、高潮、波浪、暴風、暴風雪の7種がある。気象庁が発表するもので、気象業務法に基づく。
- 地震動に関する警報 - 緊急地震速報がこれに位置付けられている（ただし、予想される揺れが特に大きいものは特別警報）。震源に近い地域の地震波を早期に検知、解析して大きな揺れの到着時刻や震度を推定するもの。気象庁が発表するもので、気象業務法に基づく。
- 津波に関する警報 - 津波警報。気象庁が発表するもので、気象業務法に基づく。
- 火山噴火に関する警報 - 噴火警報。気象庁が発表するもので、気象業務法に基づく。
- 海上警報 - 船舶向けに気象庁が発表するもので、気象業務法に基づく。台風警報、暴風警報、強風警報、風警報、うねり警報、着氷警報、濃霧警報の7種類がある。それぞれ頭に「海上」の2字がつく。
- 飛行場警報 - 航空機向けに気象庁が発表するもので、気象業務法に基づく。
- 河川に関する警報
  - 指定河川洪水予報 - 市民に向けて、河川ごとに、河川を管理する機関（国、都道府県）と気象庁が共同発表する。気象業務法及び水防法に規定。2007年までは「○○川洪水警報」の標題が用いられていたが、「○○川氾濫警戒情報」などの標題に変わっている。
  - 水防警報 - 河川または海岸を管理する機関が水防活動を行う者に向けて発表する。水防法に規定。
- 放流警報 - 増水によるダムの緊急放水などを予告し警戒を促すもの。河川法や特定多目的ダム法に規定。
- 大気汚染警報 - 大気汚染物質の濃度が上昇したときに警戒を呼び掛けるもので、光化学スモッグ警報などがある。大気汚染防止法第23条により地方自治体の環境担当部局が発令。
- 火災警報 - 湿度、風速などの基準に基づき、火災が発生しやすい環境となっているとして警戒を呼び掛けるもの。消防法第22条により市区町村の消防担当部局（主に消防本部）が発令。
- 食中毒警報 - 気温、湿度などの基準に基づき、食中毒が発生しやすい環境となっているとして警戒を呼び掛けるもの。保健所が発令。
- インフルエンザの警報レベル - 国立感染症研究所が、全国の内科・小児科のある病院・診療所で定点調査。保健所ごとに基準値を設け患者数が一定数を超えると、「警報レベルに達している」と発表する。
- 交通死亡事故多発警報 - 一定の地域で交通死亡事故が多発する傾向を示した場合、安全意識を喚起させるために、地方自治体あるいは警察が発令する。
- 国民保護に係る警報 - 武力攻撃事態等における国民の保護のための措置に関する法律（国民保護法）第44条〜第51条により化学攻撃や武力攻撃または隕石墜落などの際に迫り得る危険性並びに現に発生したと認められる地域に国が都道府県に警報を発令・通知し、都道府県が住民に通知する。放送や防災行政無線で伝達され、警報による危険度は最も高い。
- 電力需給ひっ迫警報 - 電力需給が逼迫して供給予備率が3%を下回るおそれがある場合、経済産業省が発出する警報[2][3]。2011年の東日本大震災（福島第一原子力発電所事故）による電力危機を受けて整備された[3][4]。

## 公的機関以外の警報
道路・施設等において危険を知らせるものとして、次のようなものがある。なお、現代においては、危険な状況を広く知らせる機器（器機）を警報機・報知器などと称され、法令などにより設置が義務付けられているものもある。
- 警報機付き遮断機（踏切警報機）が行う列車の近接警報 - 列車が踏み切りに差し迫っており、その妨げになるような行為をした場合に当事者だけでなく、列車の乗車している人の安全にも関わるため発せられる。
- 漏電火災警報器が行う漏電警報 - 建築物や構造物に対して漏電電流がある一定の基準を超えた場合、火災の恐れがあることから発せられる警報。
- 火災報知機が行う火災発生の警報 - 建造物において火災が発生した場合、それを知らせる警報。
- 緊急ロケータービーコン - 航空機の墜落、船舶の沈没、人的遭難など人命の危機に使用される緊急通報機器。
- 船舶警報通報装置 - 船舶のシージャック時に使用される警報。